# Tro Bro Leon 2019
La 34.ª edición de la clásica ciclista Tro Bro Leon fue una carrera en Francia que se celebró el 22 de abril de 2019 con inicio en la ciudad de Plouguerneau y final en la ciudad de Lannilis sobre un recorrido de 205,4 kilómetros.
La carrera formó parte del UCI Europe Tour 2019, dentro de la categoría UCI 1.1. El vencedor fue el italiano Andrea Vendrame del Androni Giocattoli-Sidermec seguido del belga Baptiste Planckaert del Wallonie Bruxelles y el danés Emil Vinjebo del Riwal Readynez.

## Equipos participantes
Tomaron parte en la carrera 20 equipos: 2 de categoría UCI WorldTeam; 11 de categoría Profesional Continental; y 7 de categoría Continental. Formando así un pelotón de 133 ciclistas de los que acabaron 88. Los equipos participantes fueron:
| WorldTeams (2)- AG2R La Mondiale - Groupama-FDJ Equipos continentales profesionales (11)- Total Direct Énergie - Wanty-Groupe Gobert - Euskadi Basque Country-Murias - Arkéa-Samsic - Androni Giocattoli-Sidermec - Delko-Marseille Provence - Israel Cycling Academy - Vital Concept-B&B Hotels - Wallonie Bruxelles - Riwal Readynez - Cofidis, Solutions Crédits Equipos continentales (7)- Saint Michel-Auber 93 - Natura4Ever-Roubaix Lille Métropole - Tarteletto-Isorex - Madison Genesis - EvoPro Racing - Amore & Vita-Prodir - Interpro Cycling Academy |
| |

## Clasificación final
- Las clasificaciones finalizaron de la siguiente forma:[4]

| \| Clasificación general \| Clasificación general \| Clasificación general \| Clasificación general \| Clasificación general \| \| Ciclista \| Ciclista \| Equipo \| Tiempo \| \| \| --------------------- \| --------------------- \| --------------------------- \| --------------------- \| --------------------- \| \| 1.º \| Andrea Vendrame \| Androni Giocattoli-Sidermec \| 5 h 00 min 20 s \| \| \| 2.º \| Baptiste Planckaert \| Wallonie Bruxelles \| + 0 s \| \| \| 3.º \| Emil Vinjebo \| Riwal Readynez \| + 0 s \| \| \| 4.º \| Romain Hardy \| Arkéa-Samsic \| + 0 s \| \| \| 5.º \| Lilian Calmejane \| Total Direct Énergie \| + 0 s \| \| \| 6.º \| Marc Sarreau \| Groupama-FDJ \| + 0 s \| \| \| 7.º \| Mickaël Delage \| Groupama-FDJ \| + 0 s \| \| \| 8.º \| Kévin Le Cunff \| Saint Michel-Auber 93 \| + 0 s \| \| \| 9.º \| Anthony Delaplace \| Arkéa-Samsic \| + 0 s \| \| \| 10.º \| Frederik Backaert \| Wanty-Gobert \| + 3 s \| \| |                     |                             |                 |
| |                     |                             |                 |
| Fuente: ProCyclingStats |                     |                             |                 |
| Clasificación general |                     |                             |                 |
| Ciclista | Ciclista            | Equipo                      | Tiempo          |
| 1.º | Andrea Vendrame     | Androni Giocattoli-Sidermec | 5 h 00 min 20 s |
| 2.º | Baptiste Planckaert | Wallonie Bruxelles          | + 0 s           |
| 3.º | Emil Vinjebo        | Riwal Readynez              | + 0 s           |
| 4.º | Romain Hardy        | Arkéa-Samsic                | + 0 s           |
| 5.º | Lilian Calmejane    | Total Direct Énergie        | + 0 s           |
| 6.º | Marc Sarreau        | Groupama-FDJ                | + 0 s           |
| 7.º | Mickaël Delage      | Groupama-FDJ                | + 0 s           |
| 8.º | Kévin Le Cunff      | Saint Michel-Auber 93       | + 0 s           |
| 9.º | Anthony Delaplace   | Arkéa-Samsic                | + 0 s           |
| 10.º | Frederik Backaert   | Wanty-Gobert                | + 3 s           |

## UCI World Ranking
La Tro Bro Leon otorgó puntos para el UCI World Ranking para corredores de los equipos en las categorías UCI WorldTeam, Profesional Continental y Equipos Continentales. Las siguientes tablas son el baremo de puntuación y los 10 corredores que obtuvieron más puntos:
| Posición   | 1.º | 2.º | 3.º | 4.º | 5.º | 6.º | 7.º | 8.º | 9.º | 10.º | 11.º | 12.º | 13.º-15.º | 16.º-25.º |
| Puntuación | 125 | 85  | 70  | 60  | 50  | 40  | 35  | 30  | 25  | 20   | 15   | 10   | 5         | 3         |

| Clasificación |                     |                             |        |
| Posición      | Ciclista            | Equipo                      | Puntos |
| ------------- | ------------------- | --------------------------- | ------ |
| 1.º           | Andrea Vendrame     | Androni Giocattoli-Sidermec | 125    |
| 2.º           | Baptiste Planckaert | Wallonie Bruxelles          | 85     |
| 3.º           | Emil Vinjebo        | Riwal Readynez              | 70     |
| 4.º           | Romain Hardy        | Arkéa Samsic                | 60     |
| 5.º           | Lilian Calmejane    | Total Direct Énergie        | 50     |
| 6.º           | Marc Sarreau        | Groupama-FDJ                | 40     |
| 7.º           | Mickaël Delage      | Groupama-FDJ                | 35     |
| 8.º           | Kévin Le Cunff      | Saint Michel-Auber93        | 30     |
| 9.º           | Anthony Delaplace   | Arkéa Samsic                | 25     |
| 10.º          | Frederik Backaert   | Wanty-Gobert                | 20     |